# Felicitas Franz
Felicitas Franz (* 1986 in Frankfurt am Main) ist eine deutsche Schauspielerin.

## Leben
Felicitas Franz besuchte ab 1996 das Gymnasium Musterschule in Frankfurt am Main. Parallel zum Schulbesuch erhielt sie von 2000 bis 2006 eine Tanzausbildung in Ausdruckstanz und klassischem Tanz an der Musical and Stage School in Frankfurt am Main. Nach dem Abitur 2005 begann sie ein Studium der Eurythmie an der Alanus Hochschule für Kunst und Gesellschaft in Alfter. Ab 2007 studierte sie Schauspiel an der Anton Bruckner Privatuniversität in Linz, das Studium schloss sie 2011 als Bachelor of Arts ab. Während des Studiums spielte sie unter anderem am Landestheater Linz und am Linzer Eisenhand-Theater. Eine Weiterbildung zur Werbesprecherin absolvierte sie 2015/16 bei Werner Wawruschka.
Seit Abschluss des Studiums spielt sie am Theater der Jugend in Wien, wo sie seitdem unter anderem in der Saison 2011/12 als Kat in The London Eye Mystery, 2012/13 als Maria in der Bühnenfassung von Vorstadtkrokodile und als Katja in Ein himmlischer Platz, 2013/14 als Clara in Don Gil von den grünen Hosen und als Guinevere in King A – Eine Ode an jedes Ritterherz, 2014/15 in Schlagzeug im Kopf als Jana Härtel, 2015/16 in den Rollen Isa, Tatjana, Florentine, Krankenschwester und Richterin in der Bühnenfassung von Tschick und als Condwiramur, Ezzo, Ither und Erzählerin in Human Being Parzival sowie 2016/17 Catherine Earnshaw in Wuthering Heights zu sehen war. In der Saison 2017/2018 verkörperte sie die Mabel / Frau Maulwurf in Der fantastische Mr. Fox und die Gertrude in Hamlet mit Jakob Elsenwenger in der Titelrolle. Im Rahmen der Verleihung des Nestroy-Theaterpreises 2017 wurde sie für ihre Darstellung der Lehrerin Annie Sullivan in The Miracle Worker an der Seite von Maresi Riegner als Helen Keller in der Kategorie beste Nachwuchsschauspielerin nominiert.
Am Theater Kosmos in Bregenz hatte sie 2014 in der Uraufführung von Ihr könnt froh sein von Volker Schmidt als Näherin Hanni eine Hauptrolle. 2018 hatte sie in der ZDF-Fernsehserie Bettys Diagnose in der Folge Verletzte Gefühle eine Episodenrolle als Lea Stein.

## Filmografie (Auswahl)
- 2010: Andritzki. Bekenntnis (Kurzfilm, Stimme)
- 2015: Zip (Kurzfilm)
- 2018: Bettys Diagnose – Verletzte Gefühle
- 2021: Die Rosenheim-Cops – Schönheit mit Hindernissen